# Иевиль (Кальвадос)
Иеви́ль (фр. Hiéville) — коммуна во Франции, находится в регионе Нижняя Нормандия. Департамент коммуны — Кальвадос. Входит в состав кантона Сен-Пьер-сюр-Див. Округ коммуны — Лизьё.
Код INSEE коммуны — 14331.

## Население
Население коммуны на 2010 год составляло 290 человек.
| 1962 | 1968 | 1975 | 1982 | 1990 | 1999 | 2010 |
| ---- | ---- | ---- | ---- | ---- | ---- | ---- |
| 218  | 243  | 248  | 265  | 259  | 253  | 290  |

## Экономика
В 2010 году среди 183 человек трудоспособного возраста (15—64 лет) 139 были экономически активными, 44 — неактивными (показатель активности — 76,0 %, в 1999 году было 67,7 %). Из 139 активных жителей работали 132 человека (70 мужчин и 62 женщины), безработных было 7 (4 мужчины и 3 женщины). Среди 44 неактивных 18 человек были учениками или студентами, 16 — пенсионерами, 10 были неактивными по другим причинам.